# Иодид молибдена(II)
Иодид молибдена(II) — неорганическое соединение, соль металла молибдена и иодистоводородной кислоты с формулой MoI2, красно-коричневое вещество, нерастворимое в воде.

## Получение
- Действие иода на нагретый молибден:

{\displaystyle {\mathsf {Mo+I_{2}\ {\xrightarrow {T}}\ MoI_{2}}}}
- Восстановление хлорида молибдена(V) газообразным иодоводородом:

{\displaystyle {\mathsf {2MoCl_{5}+10HI\ {\xrightarrow {250^{o}C}}\ 2MoI_{2}+3I_{2}+10HCl}}}
- Разложение иодида молибдена(III) в вакууме при 200 °C:

{\displaystyle {\mathsf {2MoI_{3}\ {\xrightarrow {200^{o}C}}\ 2MoI_{2}+I_{2}}}}

## Физические свойства
Иодид молибдена(II) образует красно-коричневое аморфное вещество нерастворимое в воде и этаноле.
Молекулы иодида молибдена гексамерны и имеют строение [Mo6I8]I4.